# Parmotrema appendiculatum
Parmotrema appendiculatum är en lavart som först beskrevs av Fée, och fick sitt nu gällande namn av Hale. Parmotrema appendiculatum ingår i släktet Parmotrema och familjen Parmeliaceae.   Inga underarter finns listade i Catalogue of Life.